# Gerard Timoner III
Gerard Francisco Timoner III OP LST (nascido em 26 de janeiro de 1968) é um sacerdote filipino que atua como o 88º Mestre da Ordem dos Pregadores, mais conhecido como os dominicanos, desde 13 de julho de 2019, o primeiro asiático a ocupar o cargo. Como chefe dos dominicanos, ele também é o ex-officio Grande Chanceler da Pontifícia Universidade de Santo Tomás de Aquino.
Ele também é professor de Teologia na Universidade de Santo Tomas em Manila e em 2014 foi nomeado membro da Comissão Teológica Internacional pelo Papa Francisco.

## Início da vida e educação
Gerard Timoner nasceu em 26 de janeiro de 1968 em Daet, Camarines Norte, Filipinas. Obteve sua licenciatura em filosofia no Centro Dominicano Filipino de Estudos Internacionais em 1991 e um licenciatura em teologia na Universidade Santo Tomas em 1994. Ele se juntou aos dominicanos em 1985 e professou seus votos em 1989.

## Carreira
Timoner foi ordenado sacerdote em 1995. Ele ganhou graus adicionais em teologia sagrada e teologia intercultural na Universidade Católica de Nijmegen, em 2004.
Em 23 de setembro de 2014, o Papa Francisco nomeou-o membro da Comissão Teológica Internacional. Ele é o quarto filipino a ter essa distinção.
Em dezembro de 2018, ele foi um dos líderes de uma delegação de sacerdotes que revistou o mausoléu dominicano no cemitério de Campo Verano, em Roma, pelos restos mortais do primeiro filipino nativo que já consagrou um bispo, Jorge Barlin (nascido em 1850–), que serviu como o bispo de Nueva Caceres até sua morte na cidade em 1909. Timoner nasceu em Daet, Camarines Norte em 1968.
Foi Prior Provincial da Província Dominicana das Filipinas e depois Sócio do Mestre para a Ásia-Pacífico antes de ser eleito Mestre da Ordem em 13 de julho de 2019.